# Gants Mill
Gants Mill is een watermolen aan de rivier Brue in Pitcombe, in de buurt van Bruton, Somerset, Engeland.
Veel van de huidige molen is gebouwd in 1810, maar bevat onderdelen van molens uit de 18e eeuw en eerder. Dit komt doordat er op dezelfde plek al sinds 1290 molens stonden, die origineel dienstdeden als volmolen. De molen heeft zijn naam te danken aan John le Gaunt, die deze in 1290 bezat. De molen was vier eeuwen lang in handen van de familie Weston en de documenten van de molen worden nu bewaard in het Somerset Record Office.
Het meeste binnenwerk van de molen stamt uit 1888 en wordt nog steeds gebruikt voor het malen van dierenvoeding en volkorenmeel. Wel is de stoomturbine in 1914 vervangen door een semi-diesel.
De South Somerset Hydropower Group is in 2001 opgericht en de eerste moderne turbine werd in 2003 in Gants Mill geïnstalleerd. Deze werd aangezet door Adam Hart Davis op Vrijdag 23 April 2004. Hij produceert momenteel 12kW aan elektricieit van een 300mm doorstroomturbine. Het systeem maakt gebruik van een doorstroomturbine van Valley Hydro uit Cornwall, en heeft een maximale doorstroomsnelheid van 495 liter per seconde.
Brian Shingler is de zesde generatie van zijn familie die de molen beheert.
De watertuin bevat irissen, rozen, ridderspoor, daglelies, clematis en dahlia's